# Аберацио Иктус
„Аберацио Иктус“ е български 3-сериен телевизионен игрален видео филм от 1979 година на режисьора Асен Траянов по едноименния роман на Димитър Пеев .
Първият филм от криминалната поредица на Българската телевизия „Студио Х“.

## Актьорски състав
| Роля | Изпълнител          |
| ---- | ------------------- |
|      | Ириней Константинов |
| Пепи | Красимира Петрова   |
|      | Петър Пейков        |
|      | Живко Гарванов      |
|      | Виолета Бахчеванова |
| Мери | Радко Дишлиев       |